# DAF 200/400

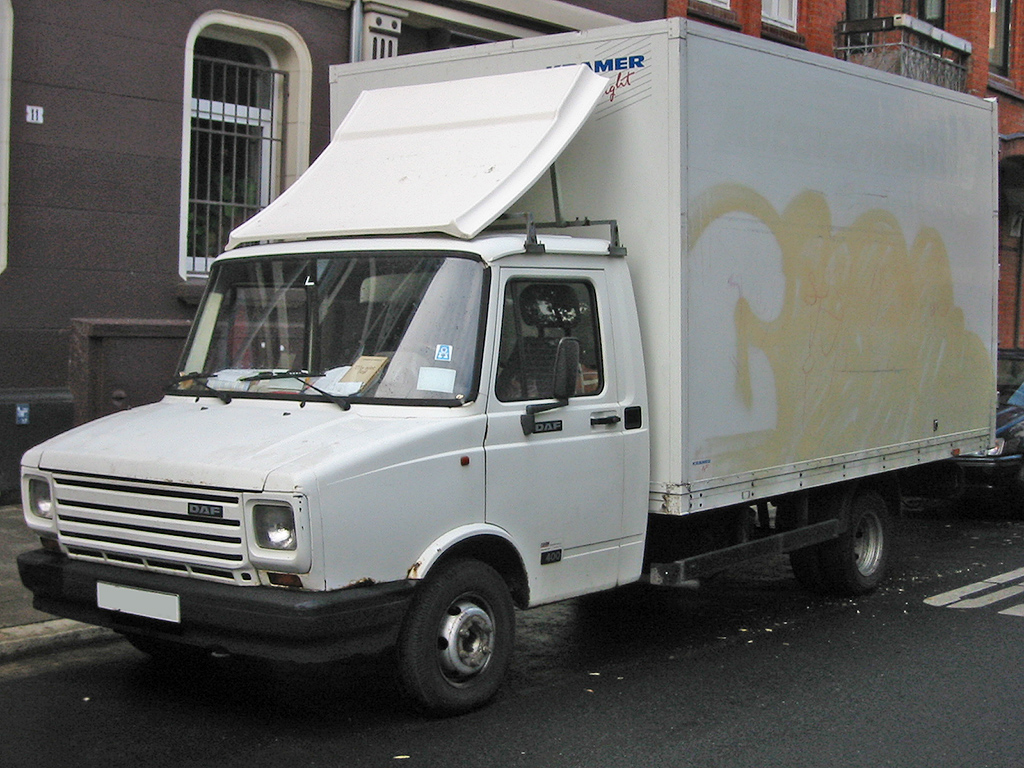
DAF 400

De DAF 200/400 waren twee versies bestelwagens van de Eindhovense vrachtwagenfabrikant DAF die tussen 1987 en 1995 werden gemaakt.

## Geschiedenis
De bestelwagens kwamen voort uit de Leyland Sherpa, die doorontwikkeld als Freight Rover op de markt kwam. De Rover Group richtte gezamenlijk met DAF Leyland DAF op en bracht Leyland Trucks en Freight Rover onder in het bedrijf. De Freight Rover 200 werd vanaf dat moment DAF 200 genoemd. Een bredere versie, voorheen de Freight Rover 300, werd bij DAF bekend als DAF 400. Deze laatste werd geleverd met een 2,5 liter Peugeot-dieselmotor in 2 uitvoeringen: de EN (55kW) zonder en de ET (70kW) met turbo. De 'gewone' 400 is herkenbaar aan een zwarte grille, terwijl die van de turbo in de kleur van de auto is meegespoten. In 1992 werd de DAF 400 verkozen tot Bestelauto van het Jaar.
Nadat DAF failliet ging in 1993, werd de bestelwagenproductie door het management van LDV overgenomen. Deze produceerde de 200 als Pilot en de 400 als Convoy verder na een opfrisser in 1997. Nadat de Pilot en Convoy waren opgevolgd door de LDV Maxus, werden de productiemiddelen overgenomen door het Turkse BMC, dat de bestelwagen verder produceerde als BMC Levend.
Voor LDV viel in 2009 het doek als gevolg van een economische recessie. De fabriek werd verkocht aan SAIC in China, dat in 2011 de vernieuwde Maxus weer op de markt bracht als Maxus V 80.